# 米格尔·埃斯特拉达
米格尔·埃斯特拉达（西班牙語：Miguel Estrada，1950年6月16日—），西班牙前男子篮球运动员。他曾代表西班牙国家队参加1972年夏季奥林匹克运动会和1974年国际篮联世界锦标赛。